# جینبو ناگاموتو
جینبو ناگاموتو (به ژاپنی: 神保 長職 Jinbō Nagamoto); نامشخص – بعد از ۱۵۷۰) یک سامورایی از خاندان جینبو در دوره سنگوکو در ژاپن بود. او رهبر خاندان جینبو و شوگودای در ولایت اتچو بود.